# 1604

## أحداث
- أول إرسالية محمية [الإنجليزية] متفق عليها بموجب امتيازات الدولة العثمانية، حيث وافق أحمد الأول على أن رعايا هنري الرابع ملك فرنسا لهم الحرية في زيارة الأماكن المقدسة في القدس. وبدأ المبشرون الفرنسيون السفر إلى القدس والمدن العثمانية الكبرى الأخرى.
- تأسيس مدينة أكرانيس وتقع حاليا في آيسلندا.
- 25 أبريل: تأسيس مدينة جنرال إسكوبيدو وتقع حاليا في المكسيك.
- نهاية حرب إنجلترا وأسبانيا في 1604 والتي بدأت في 1585.
- حركة محمد بن أحمد العياشي تبدأ عمليتها الجهادية ضد المستوطنات البرتغالية في بلاد المغرب الأقصى، على رأسها مازاغان المحصنة.

## مواليد
- إدوارد بوكوك
- جان كاباسو
- جون الرابع ملك البرتغال

## وفيات
- عبد الله بن حسون، فقيه متصوف مغربي، من أعلام سلا.